# HJ-8
El HJ-8 o Hongjian 8 es un misil antitanque de segunda generación adoptado por el ejército chino a finales de los 80. Está compuesto por un misil guiado por cable (SACLOS), una unidad de guía IR, óptica y trípode. El HJ-8E es fiable y preciso, también puede ser empleado como armamento antitanque en helicópteros de ataque y vehículos de combate. El sistema de misiles puede ser rápidamente desmontado en cuatro subunidades.

## Historia
El HJ-8 es el equivalente chino del TOW estadounidense, tiene capacidad de atravesar blindajes de hasta 1000 mm. El HJ-8E contiene una nueva ojiva y alcance mejorado, su panel de instrumentos es digital lo que incrementa las probabilidades de impacto, así mismo está dotada de una mira termal PTI-32 que remplaza a la mira infrarroja para el combate nocturno. Finalmente el HJ-8L es la más reciente variante, que incorpora una mejor capacidad de destrucción y cuenta con un trípode modificado para no exponer al operario. Puede ser empleado en plataformas terrestres y aéreas. Tiene un alcance de 4.000 metros. Se cree que es superior a sus rivales occidentales como el MILAN.

## Usuarios

### HJ-8
Albania
 Bolivia
 Bosnia y Herzegovina
 China
 Egipto
 Ecuador
 Sudán
 Emiratos Árabes Unidos
 Uruguay
 Bangladés
 Malasia
 Pakistán
 Sri Lanka
 Marruecos
.